# Сосновка (Самборский район)
Сосновка (укр. Соснівка) — село в Старосамборской городской общине Самборского района Львовской области Украины, расположено на реке Лининка.
Население по переписи 2001 года составляло 180 человек. Занимает площадь 1,087 км². Почтовый индекс — 82074. Телефонный код — 3238.

## История
В 1946 году указом ПВС УССР село Нанчолка-Малая переименовано в Сосновку.